# Povarnă
Povarna este un loc unde se fabrică băuturi alcoolice distilate, în special țuica și rachiul.
Complexul Național Muzeal "ASTRA" din Sibiu deține o povarnă cu roată hidraulică , din zona etnografică Gorj, datată 1935.
Instalația de distilat băuturi alcoolice, cu roată de irigat și cazane de cupru, provenită din localitatea Mușetești, Gorj, dispune de 2 instalații de distilat (cazane), alimentate cu un gheab hidraulic spre cazane, la care aducția apei se realizează cu o roată hidraulică mare, de tipul celor folosite și la grădinărit.
Instalația este adăpostită într-o construcție monocelulară cu cerdac cu un cat, dreptunghiulară, cu schelet portant din bârne de stejar și pereți căptușiți cu două rânduri de scânduri din lemn de arin, așezate în rânduri suprapuse. Șarpanta este din lemn, în patru ape, acoperită cu șiță. Evacuarea fumului se realizează printr-un coș, care se ridică deasupra coamei acoperișului.

## Denumiri alternative
Alambic, velniță, căzănărie, povarnagerie, povărnărie, prefăcanie, vinărsărie, rachierie.